# Muhammad Naguib
Muhammad Naguib (arabiska: محمد نجيب), född 20 februari 1901 i Khartoum, död 29 augusti 1984 i Kairo, var Egyptens förste president, 18 juni 1953–25 februari 1954 och 27 februari–14 november 1954. Han var också regeringschef 7 september 1952-25 februari och 8 mars-18 april 1954. Han var formell ledare för militärkuppen mot kung Fuad 1952 och blev därefter premiärminister och president 1953. Efter konflikter med kuppens starke man, Gamal Abdel Nasser, avsattes Naguib 1954, hölls internerad till 1960 och satt därefter i husarrest till 1971.